# Алма-Атинская ковровая фабрика
Алматинская ковровая фабрика — фабрика ковровых и трикотажных изделий, располагавшаяся в городе Алма-Ата.
Фабрика создана в 1936 году как кооперативно-промысловая артель «Ковровщица», с 1960 года — Алма-Атинская коврово-ткацкая фабрика, с 1972 года — Алма-Атинская ковровая фабрика. Имя Терешковой В. В. носила с 1964 года.
Фабрика имела 7 основных и вспомогательных цехов и участков. В 1962 году ручные ткацкие станки были заменены механическими коврово-ткацкими 2-полотными. Основными видами продукции были: ковры, жаккардовые (2-полотные, машинной выработки; прутковые 4-цветные, с разрезным ворсом; прутковые 2-цветные, с неразрезным ворсом), ковры ворсовые ручной выработки; дорожки прутковые гладкие и прутковые жаккардовые. В 1992 году Алма-Атинская ковровая фабрика приватизирована и преобразована в частное акционерное общество АО «Алматы килем». Перед ликвидацией была оснащена современным германским оборудованием
По специальным заказам фабрика изготовила ковры с портретным изображением Абая, Жамбыла, М. Ауэзова, С. Сейфуллина, С. Муканова и других видных деятелей литературы и искусства.
25 лет директором ковровой фабрики была Ниязбаева Клара Ахметхановна.  (недоступная ссылка)
Сегодня ковровая фабрика не существует — оборудование, станки, производственные площади проданы. С 2007 года производственные площади используются под торговый центр Тумар и Сулпак.